# وينستون رايلي
وينستون رايلي (بالإنجليزية: Winston Riley)‏ هو ملحن ومنتج أسطوانات وكاتب أغاني جامايكي، ولد في 14 مايو 1943 في كينغستون في جامايكا، وتوفي في 19 يناير 2012 في كينغستون في كندا.

## وصلات خارجية
- وينستون رايلي على موقع IMDb (الإنجليزية)
- وينستون رايلي على موقع ميوزك برينز (الإنجليزية)
- وينستون رايلي على موقع أول ميوزيك (الإنجليزية)
- وينستون رايلي على موقع ديسكوغز (الإنجليزية)